# Armenarzt
Der Armenarzt, früher auch Ptochiater (zu griechisch ptōchós „Bettler“) oder auch Medicus pauperum, war ein Arzt, der im 19. Jahrhundert mittellose Kranke kostenlos ärztlich versorgte und dafür aus der Gemeindekasse besoldet wurde.
Der Ptochiater arbeitete dazu auch im Ptochodochium, der Armenherberge bzw. Armenhaus, oder im Ptochotropheum, dem Verpflegungshaus für Arme.

## Deutschland
Zu Beginn des 20. Jahrhunderts war für sozial Schwache die Inanspruchnahme der Armenpflege – der Besuch des Armenarztes – oft die einzige Möglichkeit, ärztlich versorgt zu werden. Die Armenärzte arbeiteten in der Regel als niedergelassene Allgemeinmediziner mit einer Zulassung als Armenarzt. Dienstaufsicht und Beschwerdewesen für diese Armenarzttätigkeit unterlagen der Armenverwaltung. Der Besuch beim Armenarzt war streng reguliert, es gab keine freie Arztwahl.

## Österreich
Mit dem 2. Kaiserlichen Privileg Kaiser Maximilians I. von 1517 wurde die Medizinische Fakultät Wiens unter anderem auch verpflichtet, jede Woche einen ihrer approbierten Mediziner im Spital kostenlos Dienst versehen zu lassen, um als Armenarzt den „armen lewtten“ zu helfen.
Mit dem Hofkanzlei-Decret vom 4. Juli 1840 wurde in Wien die Anstellung von vier Stadtarmenärzten (für jedes Stadtviertel einer, wobei nur zwei besoldet wurden, die zwei anderen mussten ihren Dienst unentgeltlich leisten) verfügt. Jeder der Armenärzte hatte in dem ihm zugewiesenen Stadtviertel zu wohnen, dafür wurde jedoch ein Quartiergeldbeitrag bezogen.
Ende des 19. Jahrhunderts führen in Wien die Armenärzte die Bezeichnung „städtische Ärzte für Armenbehandlung und Totenbeschau“. 1902 wurden die Aufgaben des Gesundheitswesens der neuen Magistratsabteilung X (Gesundheitspolizei, Leichen- und Friedhofswesen, Verwaltung von Sanitätsstationen und Siechenanstalten) übertragen. Hauptaugenmerk galt der Eindämmung der Tuberkulose (auch Schwindsucht, Wiener Krankheit, da die Lebensbedingungen vor allem in den Arbeiterbezirken Wiens sehr schlecht waren) und Geschlechtskrankheiten.
Trotz der Errungenschaften der modernen Medizin und der Entwicklung des Wohlfahrtsstaates mit Sozialversicherungen und Sozialhilfen besteht weiterhin die Notwendigkeit niederschwelliger Angebote für Nichtversicherte und Bedürftige. Kostenlose medizinische Behandlung für Nichtversicherte bieten in Österreich unter anderem:
- Marienambulanz (Graz)[7]
- AmberMed (Wien)[8]
- Louisebus – Medizinbus (Wien)[9]
- Krankenhaus der Barmherzigen Brüder Wien[10]
- Neunerhaus (Wien)[11]
- Psychosoziale Dienste Wien[12]

## Berühmte Ärzte, die als Armenärzte tätig waren
- Viktor Adler (1852–1918)
- Eduard Bloch (1872–1945)[13]
- Ladislaus Batthyany-Strattmann (1870–1931)
- Ignaz Gulz (1814–1874)
- Josef von Skoda (1805–1881)